# Adelgonda
Adelgonda  è un nome proprio di persona tedesco femminile.

## Varianti
- Maschili: Adelgondo[1]

### Varianti in altre lingue
- Francese: Adelgunde
- Germanico: Adalgundis[2], Adelgundis[2][3], Algundis[2]
- Polacco: Adalgunda
- Tedesco: Adelgunde, Adelgund, Adelgonde

## Origine e diffusione
Si tratta di un nome di origine germanica, di scarsissima diffusione in Italia; è composto dai termini alto-tedeschi antichi adal ("nobile") e gund ("guerra", "lotta"). Viene talvolta confuso con il nome Aldegonda, che però ha un'etimologia differente.

## Onomastico
L'onomastico ricorre il 30 gennaio in memoria di santa Aldegonda o Adelgonda, fondatrice dell'abbazia di Maubeuge nel VII secolo.

## Persone

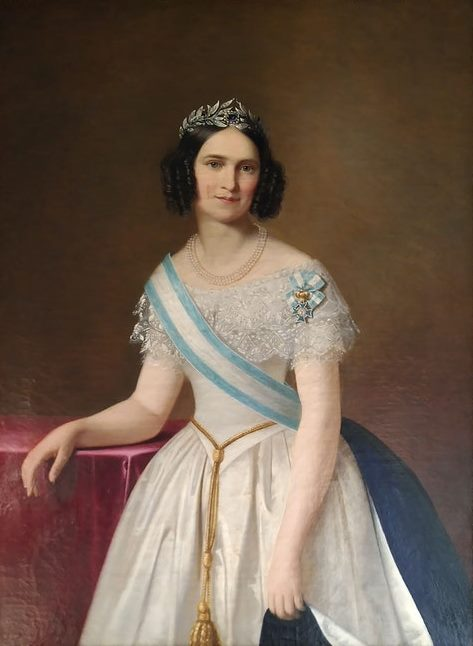
Adelgonda di Baviera, duchessa di Modena e Reggio Emilia

- Adelgonda di Baviera, duchessa consorte di Modena e Reggio Emilia
- Adelgonda di Baviera, principessa consorte di Hohenzollern-Sigmaringen
- Adelgonda di Braganza, contessa consorte di Bardi